# Licensed to Ill
Licensed to Ill ist das Debütalbum der US-amerikanischen Hip-Hop-Band Beastie Boys. Es wurde von Rick Rubin produziert und im November 1986 veröffentlicht.

## Hintergrund
Das Album beinhaltet eine Kombination aus Hip-Hop-Beats und eingängigen Gitarrenriffs. Es wurden sieben Stücke als Single ausgekoppelt, darunter (You Gotta) Fight for Your Right (to Party!), der einen der größten kommerziellen Erfolge der Band darstellt.

## Illustration
Das Frontcover zeigt den Rumpf einer Boeing 727 mit einem Beastie-Boys-Logo und dem Schriftzug 3MTA3 (Eat Me in Spiegelschrift) auf dem Leitwerk. Erst auf der Rückseite der Platte sieht man den Vorderteil der Maschine, der am Boden zerschellt ist.
Das Bandfoto im Begleitheft stammt vom Fotografen Ricky Powell.

## Titelliste
1. Rhymin & Stealin – 4:08
2. The New Style – 4:35
3. She’s Crafty – 3:35
4. Posse in Effect – 2:26
5. Slow Ride – 2:56
6. Girls – 2:14
7. Fight for Your Right – 3:27
8. No Sleep Till Brooklyn – 4:06 (feat. Kerry King)
9. Paul Revere – 3:40 (geschrieben von Horovitz, Rubin sowie Joseph Simmons und Darryl McDaniels von Run-D.M.C.)
10. Hold It Now, Hit It – 3:26
11. Brass Monkey – 2:37
12. Slow and Low – 3:38 (geschrieben von Joseph Simmons und Darryl McDaniels von Run DMC)
13. Time to Get Ill – 3:37

## Mitwirkende
- Nelson Keene Carse – Posaune (Titel 5)
- Michael Diamond – MC
- Adam Horovitz – MC
- Kerry King – Lead-Gitarre (Titel 7)
- Danny Lipman – Trompete (Titel 5)
- Tony Orbach – Tenorsaxophon (Titel 5)
- Adam Yauch – MC

## Rezeption
Die Musikzeitschrift Rolling Stone führt Licensed to Ill auf Platz 219 in der Liste der 500 besten Alben aller Zeiten, 2013 wurde es sogar auf Platz 1 der 100 besten Debütalben aller Zeiten gesetzt. Pitchfork Media wählte es auf Platz 41 der 100 besten Alben der 1980er Jahre. Licensed to Ill gehört zu den 1001 Albums You Must Hear Before You Die.

„Die ultraherben Rhythmusspuren strotzen nur so vor Metal-Gitarren, abgebremsten Brutal-Drums und albernen Scratch-Breaks. Ihre Stimmen klingen heiser wie nach 24 Stunden Vollsuff. Ihre Singles waren schon genial, aber Licensed to Ill (auf deutsch etwa „Zum Durchdrehen ermächtigt“) ist ein Meilenstein.“

## Kommerzieller Erfolg

### Chartplatzierungen
Licensed to Ill ist das erste reine Hip-Hop-Album, das Platz eins in den US-amerikanischen Billboard 200 erreichte. Diese Position konnte das Album fünf Wochen halten sowie sich 152 Wochen in den Charts platzieren.
| ChartsChartplatzierungen       | Höchstplatzierung | Wochen |
| ------------------------------ | ----------------- | ------ |
| Deutschland (GfK)              | 23 (25 Wo.)       | 25     |
| Vereinigte Staaten (Billboard) | 1 (152 Wo.)       | 152    |
| Vereinigtes Königreich (OCC)   | 7 (40 Wo.)        | 40     |

### Auszeichnungen für Musikverkäufe
Das Album verkaufte sich laut Schallplattenauszeichnungen über 10,3 Millionen Mal, wofür es mit je zwei Goldenen und Platin-Schallplatten sowie einer Diamantenen Schallplatte ausgezeichnet wurde. Es verkaufte sich alleine in den Vereinigten Staaten zehn Millionen Mal.
| Land/Region                  | Auszeichnungen für Musikverkäufe (Land/Region, Auszeichnung, Verkäufe) | Verkäufe   |
| ---------------------------- | ---------------------------------------------------------------------- | ---------- |
| Kanada (MC)                  | 2× Platin                                                              | 200.000    |
| Neuseeland (RMNZ)            | Gold                                                                   | 10.000     |
| Vereinigte Staaten (RIAA)    | Diamant                                                                | 10.000.000 |
| Vereinigtes Königreich (BPI) | Gold                                                                   | 100.000    |
| Insgesamt                    | 2× Gold · 2× Platin · 1× Diamant ·                                     | 10.310.000 |